# ハリル・ハッカーニ
ハリル・ユール・ラフマン・ハッカーニ（パシュトー語: خلیل الرحمن حقاني [xalilʊrahˈmɑn haqɑˈni]; 1966年1月1日 - 2024年12月11日）は、アフガニスタンの政治家。同国難民大臣を務めたほか、ハッカーニ・ネットワークの著名な指導者であった。
ハリル・ユール・レーマン・ハッカーニ、ハリール・アル・ラーマン・ハッカーニ、ハリール・ハッカニ、ハリール・アフマド・ハッカーニとも呼ばれる。

## 活動
アフガニスタン紛争中、ハッカーニはターリバーンとその作戦ために国際的な資金調達に務め、アフガニスタンでの作戦を支援した。2002年、アフガニスタンのパクティヤー州でアルカーイダを強化するため担当の兵士を配備させている。2009年にはハッカーニ・ネットワークとターリバーンに捕らえられた敵の囚人の拘留を支援、2010年にはロガール州のターリバーンに資金を提供した。ハリル・ハッカーニは、2008年3月のアメリカ大統領令13224号でテロリストに指定され、ハッカーニ・ネットワークの指導者でもある、甥のシラジュディン・ハッカーニから示された指令を実行した。
2011年2月9日、大統領令13224号に基づき、アメリカ合衆国財務省はハリル・ハッカーニを特別指定国際テロリストに指定、指名手配中のテロリストの一人として、500万ドルの報奨金を掛けた。
2011年2月9日、国連決議1904(2009)第2項に基づいて、ハッカーニは、アルカーイダ、オサマ・ビン・ラディン、ターリバーンとの関係を理由に、1988年の制裁リスト(TAi.150)に「活動または活動の資金調達、計画、促進、準備、実行に参加、関連し、代表として、またはその代理として」あるいは「それ以外の場合、ターリバーンの活動または活動を支援」しているとして追加された。
ハッカーニ・ネットワークは、ハリル・ハッカーニの兄弟ジャラルディン・ハッカーニによって設立された。1990年代半ばにムハンマド・オマル政権に加わった。国連は、ハッカーニがターリバーンとハッカーニ・ネットワークを代表して募金活動をし、資金援助を得るために海外に出ていると確定。2009年9月にペルシャ湾のアラブ諸国や、南アジアと東アジアの資金源から援助を得ている。また、アルカイダを代表し、アフガニスタンのパクティヤー州のアルカイダ分子への増援部隊の配備を含んだ軍事作戦に関与した。

### 政府の立場
2021年8月にカブールが陥落し、ハッカーニはターリバーンへの権力移行中にカーブルの治安を担当することになった。9月7日に新ターリバーン政権の難民大臣に任命された。

### 死亡
2024年12月11日、カブールの爆発事件で他の6人と共に死亡。アルジャジーラの報道では難民省で爆発があったとしている。暫定政権の内務省報道官は、ISILによる自爆テロだとし主張した。